# 拉特蘭和梅爾頓 (英國國會選區)

選區在拉特蘭和萊斯特郡的位置

拉特蘭和梅爾頓（英語：Rutland and Melton），英國國會一郡選區，包括拉特蘭郡和萊斯特郡的梅爾頓全部和哈伯勒一部。
本區始設於1983年，一直為保守黨人士所佔據。2010年大選中阿倫·鄧肯以51.1%選票勝出該區成功連任。